# Norberto Conde
Norberto Conde (ur. 14 marca 1931 w Buenos Aires, zm. 8 września 2014 tamże) – argentyński piłkarz noszący przydomek El Beto, prawy napastnik, prawy ofensywny pomocnik.
Norberto Conde w 1954 roku zdobył dla klubu CA Vélez Sarsfield 19 goli i wspólnie z José Borrello, graczem Boca Juniors, został królem strzelców pierwszej ligi argentyńskiej.
Jako gracz klubu Vélez Sársfield wziął udział w turnieju Copa América 1955, gdzie Argentyna zdobyła tytuł mistrza Ameryki Południowej. Conde zagrał jedynie przez moment w meczu z Urugwajem. W 79 minucie zmienił na boisku Ángela Labrunę, a w chwilę po tym został brutalnie sfaulowany przez urugwajskiego obrońcę Matíasa Gonzáleza. Conde został zniesiony z boiska, Labruna wrócił na pole gry, a González został w 80 minucie wyrzucony z boiska przez chilijskiego sędziego Carlosa Roblesa.
Następnie wziął udział w turnieju Copa del Atlántico 1956, gdzie Argentyna zajęła drugie miejsce. Conde zagrał w obu meczach - z Urugwajem i Brazylią.
Wygrał razem z Argentyną turniej Copa Chevallier Boutell 1956, zdobywając w jedynym meczu z Paragwajem zwycięską bramkę.
W 1957 roku zdobył dla Vélez Sársfield 13 bramek i w tabeli strzelców ligi argentyńskiej zajął 5. miejsce. W sumie dla klubu Vélez Sársfield zdobył 108 bramek i znajduje się na trzecim miejscu w strzeleckiej tabeli wszech czasów klubu.
Conde grał także w klubach CA Huracán i Atlanta Buenos Aires. Karierę piłkarską zakończył w 1964 roku w klubie Ferro Carril Oeste. Łącznie w pierwszej lidze argentyńskiej rozegrał 323 mecze i zdobył 130 bramek.
W reprezentacji Argentyny rozegrał 12 meczów i zdobył 3 bramki.